# Никольское (Камызякский район)
Никольское — село в Камызякском районе Астраханской области России. Входит в состав Николо-Комаровского сельсовета. Малая родина Героя Советского Союза Михаила Михайловича Кошманова (1923—1945). Население — 24 человека (2011), 94 % из них — русские (2002).

## География
Никольское расположено в пределах Прикаспийской низменности в южной части Астраханской области, в дельте реки Волги, на острове, образованном реками  Старой  Волгой,  Чилимная, Бахтемир, ериками и находится по левому берегу Старой Волги. Cеверная окраина села примыкает к центру сельсовета — посёлку Моряков.
Абсолютная высота 29 метров ниже уровня моря.
Уличная сеть
состоит из 21 географических объектов: ул. Боевая, ул. Гагарина, ул. Героев, ул. Калинина, ул. Кирова, ул. Колхозная, ул. Кошманова (в честь Героя Советского Союза Михаила Михайловича Кошманова), ул. М.Горького, ул. Маяковского, ул. Мира, ул. Молодежная, ул. Молодой Гвардии, ул. Морская, ул. Московская, ул. Набережная, ул. О.Кошевого (в честь Героя Советского Союза, молодогвардейца Олега Кошевого), ул. Октябрьская, ул. Пионерская, ул. Придорожная, ул. Советская, ул. Степная
Климат
умеренный, резко континентальный, характеризуется высокими температурами летом и низкими — зимой, малым количеством осадков, а также большими годовыми и летними суточными амплитудами температуры воздуха.

## Население
| 2002 | 2010 | 2011 |
| ---- | ---- | ---- |
| 922  | ↘793 | ↘24  |

Национальный и гендерный состав
По данным Всероссийской переписи в 2010 году, численность населения составляла 793 человека (382 мужчины и 411 женщина, 48,2 и 51,8 %% соответственно).
Согласно результатам переписи 2002 года, в национальной структуре населения русские составляли 94 % от общей численности населения в 924 жителя.

## Инфраструктура
МБОУ Никольская СОШ им. Кошманова М. М.
Пристань

## Транспорт
Завершающий пункт региональной автодороги « Волго-Каспийский — Никольское» (идентификационный номер 12 ОП РЗ 12Н103). Остановка общественного транспорта «Никольское».
Просёлочные дороги. Водный транспорт.